# كريستين شبيشت
كريستين شبيشت Kerstin Specht (ولدت في بلدة كروناخ الواقعة في منطقة أوبرفرانكن في جنوب ألمانيا في عام 1956) هي كاتبة مسرحية ألمانية.

## حياتها
درست كريستين شبيشت علوم اللغة الألمانية في ميونخ، وعملت مساعدة مخرج في الإذاعة البافارية، وتلقت عدة دروس في فنون التمثيل. وفي عام 1985 التحقت بكلية التلفاز والسينما في ميونخ.
بدأت الكتابة المسرحية في عام 1988. ومن مسرحياتها الشهيرة «ليلا» Lila التي تعتبر نمطا جديدا من المسرحيات الشعبية. وقد تلقت كريستين شبيشت العديد من الجوائز عن مسرحياتها، منها جائزة إلزه لاسكر شولر في عام 1993, وجائزة ماري لويزه فلايْسر في عام 2005.
وتطبع مسرحياتها في دار نشر دير أوْتورين Verlag der Autoren.

## من مسرحياتها
- ليلا 1990
- مينلا المتوهج 1990
- أميفيزن 1990
- كارتشيري 1996
- الملكة الضفدعة 1998
- القلب البارد 2000
- ملكات الثلج 2001
- الطفل الذهبي 2002

## روابط خارجية
- كريستين شبيشت على موقع مونزينجر (الألمانية)